# Дороховский сельский округ
Дороховский сельский округ — упразднённая административно-территориальная единица, существовавшая на территории Орехово-Зуевского района Московской области в 1994—2006 годах.
Селиваниховский сельсовет был образован в первые годы советской власти. По данным 1919 года он входил в состав Дороховской волости Богородского уезда Московской губернии.
5 января 1921 года Дороховская волость была передана в Орехово-Зуевский уезд.
В 1926 году Селиваниховский с/с включал деревню Селиваниха и сторожку при торфоразработках.
В 1929 году Селиваниховский сельсовет вошёл в состав Куровского района Орехово-Зуевского округа Московской области.
17 июля 1939 года к Селиваниховскому с/с был присоединён Понаринский сельсовет (селение Понарино).
14 июня 1954 года к Селиваниховскому с/с был присоединён Титовский с/с.
3 июня 1959 года Куровской район был упразднён и Селиваниховский с/с вошёл в Орехово-Зуевский район.
20 августа 1960 года к Селиваниховскому с/с были присоединены Мисцевский и Степановский с/с. Одновременно центр Селиваниховского с/с был перенесён в селение Дорохово, а сам сельсовет переименован в Дороховский сельсовет.
1 февраля 1963 года Орехово-Зуевский район был упразднён и Дороховский с/с вошёл в Орехово-Зуевский сельский район.
27 апреля 1963 года из Новинского с/с в Дороховский была передана территория Беливского торфопредприятия.
11 января 1965 года Дороховский с/с был возвращён в восстановленный Орехово-Зуевский район.
21 мая 1965 года из Дороховского с/с в Устьяновский было передано селение Степановка.
3 февраля 1994 года Дороховский с/с был преобразован в Дороховский сельский округ.
31 октября 2001 года в Дороховском с/о была упразднена деревня Федулово.
6 декабря 2001 года в Дороховском с/о был образован посёлок Авсюнино.
7 октября 2002 года в Дороховском с/о посёлок радиоцентра-7 был переименован в Хвойный.
8 апреля 2004 года к Дороховскому с/о были присоединены Красновский и Мальковский сельские округа.
В ходе муниципальной реформы 2004—2005 годов Дороховский сельский округ прекратил своё существование как муниципальная единица. При этом все его населённые пункты были переданы в сельское поселение Дороховское.
29 ноября 2006 года Дороховский сельский округ исключён из учётных данных административно-территориальных и территориальных единиц Московской области.